# Нисигути, Акира
Акира Нисигути (яп. 西口 彰 Нисигути Акира, 14 декабря 1925 года — 11 декабря 1970 года) — японский серийный убийца и мошенник.

## Биография
Он известен тем, что сумел сбить с толку японскую полицию, которая сперва смогла установить только факт его мошенничества, но не убийства. Во время участия в доверительной афере, он убил двух людей, и был включён в список самых разыскиваемых преступников Японии, а затем убил ещё троих людей, когда скрывался от полиции. Полиция  долго не могла его обнаружить. Задержан он был благодаря 11-летней девочке, которая опознала его как разыскиваемого преступника и сообщила об этом в полицию. Прокурор назвал его «Чёрным золотым призёром». 
Преступления Нисигути стали прямой причиной для создания в Японии системы базы данных преступников. 
Известный японский писатель Рюдзо Саки написал книгу про Нисигути, которая стала в будущем основой фильма «Мне отмщение, и аз воздам», который посвящён реальной истории убийцы.